# سونیا لاند
سونیا لاند (انگلیسی: Sonja Lund؛ زادهٔ ۲۹ مارس ۱۹۴۲) رقصنده، هنرپیشه، و طراح رقص اهل سوئد است. وی مادر رجینا لاند هنرپیشه سوئدی است.